# Nızam-ı Cedid
Nizam-ı Cedid (arabskie: َAl-Niẓām Al-Jadīd – „Nowy Porządek”) – seria reform przeprowadzonych w Imperium Osmańskim  w czasie rządów sułtana Selima III w drugiej połowie XVIII wieku. Miały one na celu przekształcenie Turcji w nowoczesne państwo.
Terminem tym nazywa się również nową regularną armię, powstałą w wyniku tych reform.

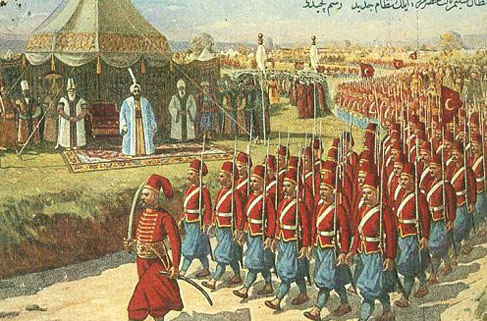
Żołnierze armii Nizam-ı Cedid

Wprowadzono nowe podatki (na tytoń, wódkę, bawełnę), założono nową kasę skarbową. Stworzono Radę Dwunastu- zalążek naczelnej instytucji kontrolnej, stałą służbę dyplomatyczną (Londyn, Paryż, Wiedeń, Berlin). Przeprowadzono reformy wojskowe (nowa regularna armia, nowa flota). Reformy te nie spotkały się z dobrym przyjęciem wśród janczarów i w latach 1807-1808 wybuchł bunt pod przewodnictwem Mustafy Kabakçı. Obalili oni sułtana i na tron wprowadzili Mustafę IV, który zniósł wcześniej wprowadzone reformy. Zwolennicy reform skupili się wówczas wokół Mustafy Bayraktara i założonej w 1807 roku tajnej organizacji, zdetronizowano Mustafę IV, a jego brata Mahmuda II ogłoszono sułtanem. Bayraktar został Wielkim Wezyrem. Kontynuował on reformy- feudałowie od tej pory zobowiązani byli do płacenia na rzecz wojska podatku pieniężnego. Samowola janczarów została ograniczona, a w 1826 roku instytucja janczarów została całkowicie zniesiona, a oni sami wcieleni do regularnego wojska. Zniesiono również bractwo derwiszów bektaşi. Mahmud II wykorzystał poparcie ulemów do uzyskania sankcji religijnej dla swoich reform, by nie można ich było już tak łatwo podważyć: ulemowie mieli za zadanie cytatami z Koranu uzasadnić, że reformy nie tylko nie są przeciwne prawu religijnemu, ale wręcz przeciwnie- zgodne z duchem Koranu.